# Gasthof Rössle (Schwabbach)

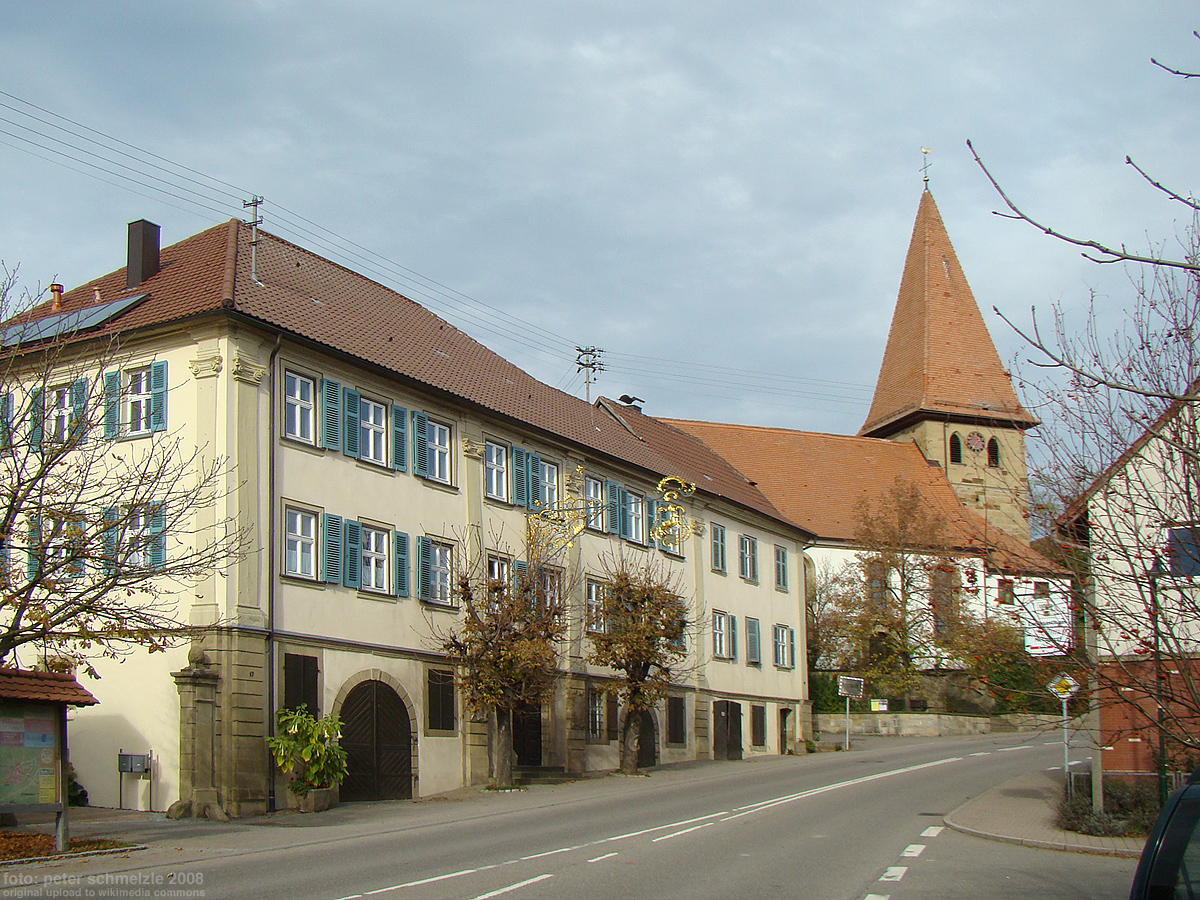
Gasthof Rössle in Schwabbach, im Hintergrund die Sebastianskirche

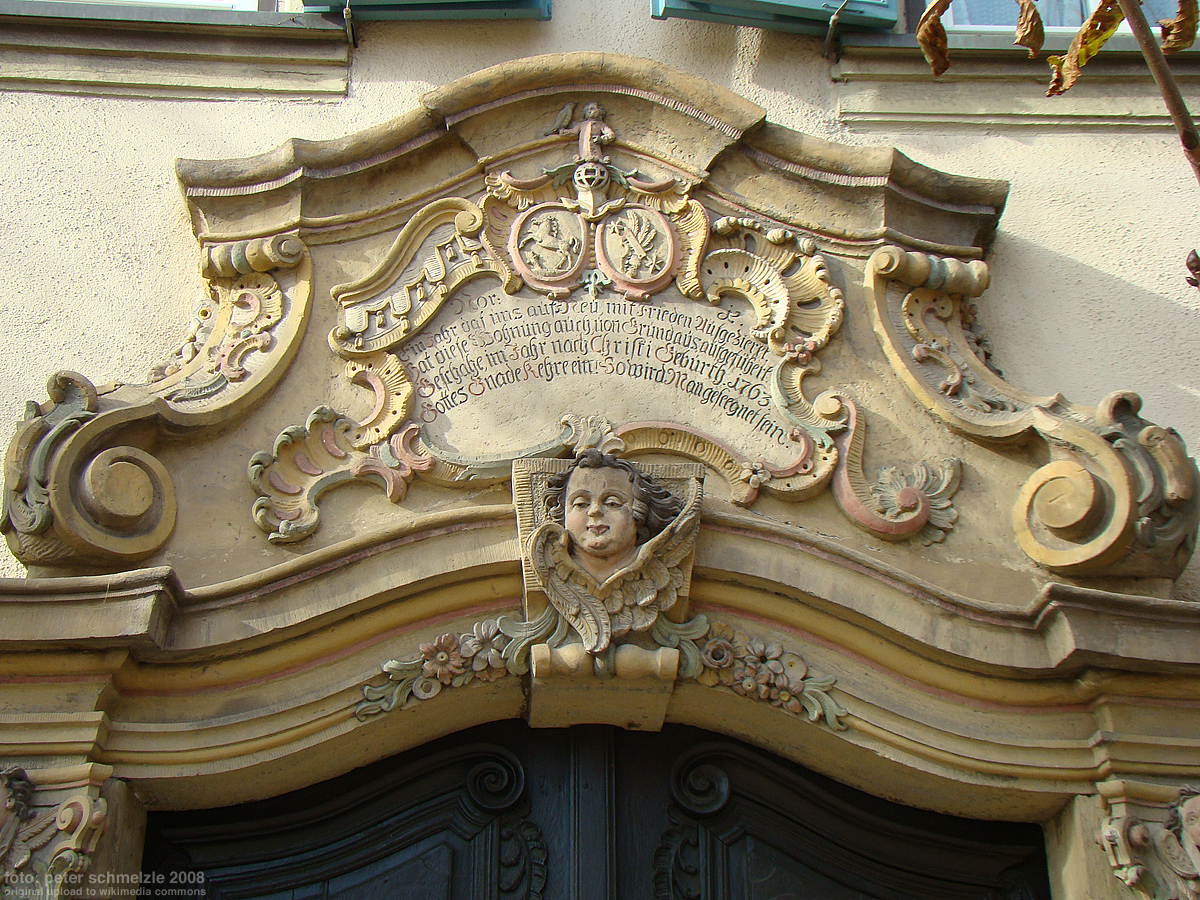
Portal

Der Gasthof Rössle in Schwabbach, einem Ortsteil der Gemeinde Bretzfeld im Hohenlohekreis in Baden-Württemberg, wurde von 1758 bis 1763 errichtet. Das Gasthaus im Stil des Barocks ist ein geschütztes Kulturdenkmal.
Der langgestreckte elfachsige Bau ist mit der Sebastianskirche ortsbildprägend. Die frühere Pferdepoststation besitzt noch ihre zwei hohen Hofeinfahrten, die von Pinienzapfen bekrönt werden. Das Portal ist mit einer Supraporte mit Wappen und Inschrift geschmückt.